# Mestre Jaime Feijó
Die Mestre Jaime Feijó ist ein 2019 gebautes RoPax-Fährschiff der portugiesischen Reederei Atlânticoline, das im Azorenarchipel im Liniendienst verkehrt.

## Geschichte

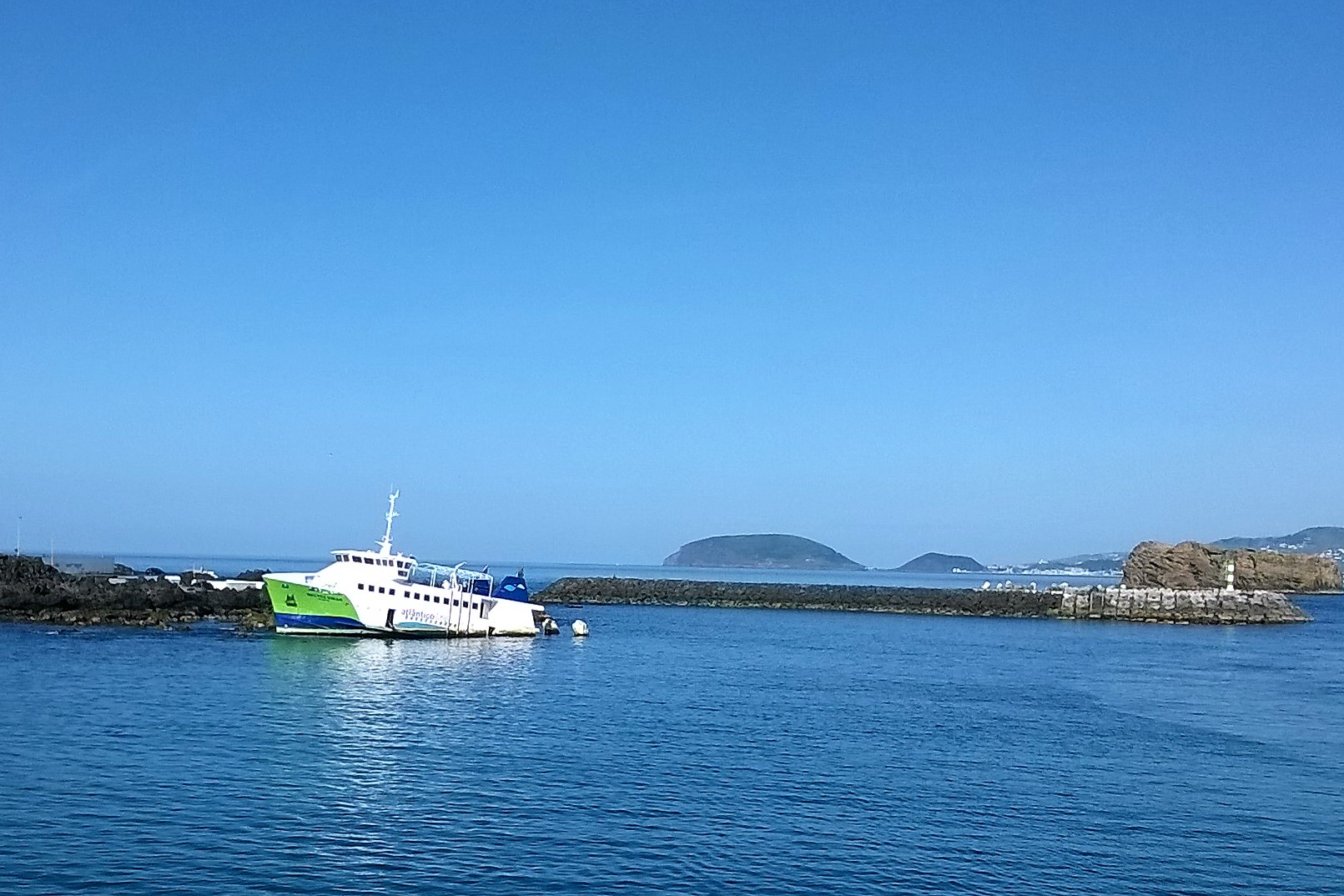
Die 2018 gestrandete Mestre Simão

Nach der Strandung und dem Verlust ihres erst fünf Jahre alten Fährschiffes Mestre Simão im Januar 2018 im Hafen Madalena bestellte Atlânticoline noch im selben Jahr wieder bei der Bauwerft Astilleros Armon in Spanien einen Ersatzbau. Die Werft erstellte auf Basis der Schwesterschiffe Mestre Simão und Gilberto Mariano einen leicht vergrößerten Entwurf, der 1,20 Meter länger ist als die Vorgängerinnen und somit mehr Platz für Kraftfahrzeuge und zugleich Platz für viele Passagiere bietet.
In Navia erfolgte die Kiellegung des Neubaus unter der Baunummer 308, der Stapellauf fand am 17. April 2019 statt. Wie die Vorgängerin erhielt das Schiff den Namen eines azoreanischen Kapitäns – hier von Jaime Feijó (1928–1998) – und wurde auf den Namen Mestre Jaime Feijó getauft.
Auch die neue Fähre ist im Eigentum der Regionalregierung der Azoren, die zugleich Mehrheitseigner der Reederei Atlânticoline ist. Die Indienststellung des Schiffes erfolgte im August 2019.
Die Reederei setzt die Mestre Jaime Feijó seitdem im Liniendienst zwischen den Inseln Terceira, Graciosa, São Jorge, Pico und Faial ein. Im Regelfall verkehrt die Fähre schwerpunktmäßig zwischen Horta auf Faial und Madalena auf Pico. Dazu kommt bei Bedarf die Verbindung von diesen beiden Inseln nach Velas auf der Insel São Jorge. Bei den zweijährlichen Inspektionen und Schäden am Schiff wird die Mestre Jaime Feijó durch die älteren Personenfähren Cruzeiro das Ilhas und Cruzeiro do Canal ersetzt.

## Technische Daten
Die Länge des Schiffes beträgt 41,20 Meter, es ist 10,75 Meter breit und weist einen Tiefgang von 3,07 Metern auf. Das Schiff ist mit 738 BRZ vermessen und hat eine Tragfähigkeit von 117 Tonnen. Der Antrieb besteht aus zwei MTU-Dieselmotoren vom Typ 16V4000M63L, deren Leistung zusammen 6092 PS beträgt. Diese wirken auf zwei Schrauben, das Schiff erreicht eine Geschwindigkeit von 14,0 Knoten. Die Fähre ist für 333 Passagiere und 15 Fahrzeuge zugelassen. Die Besatzung besteht aus sieben Mann für den Schiffsbetrieb sowie zwei Stewards.